# Łutki

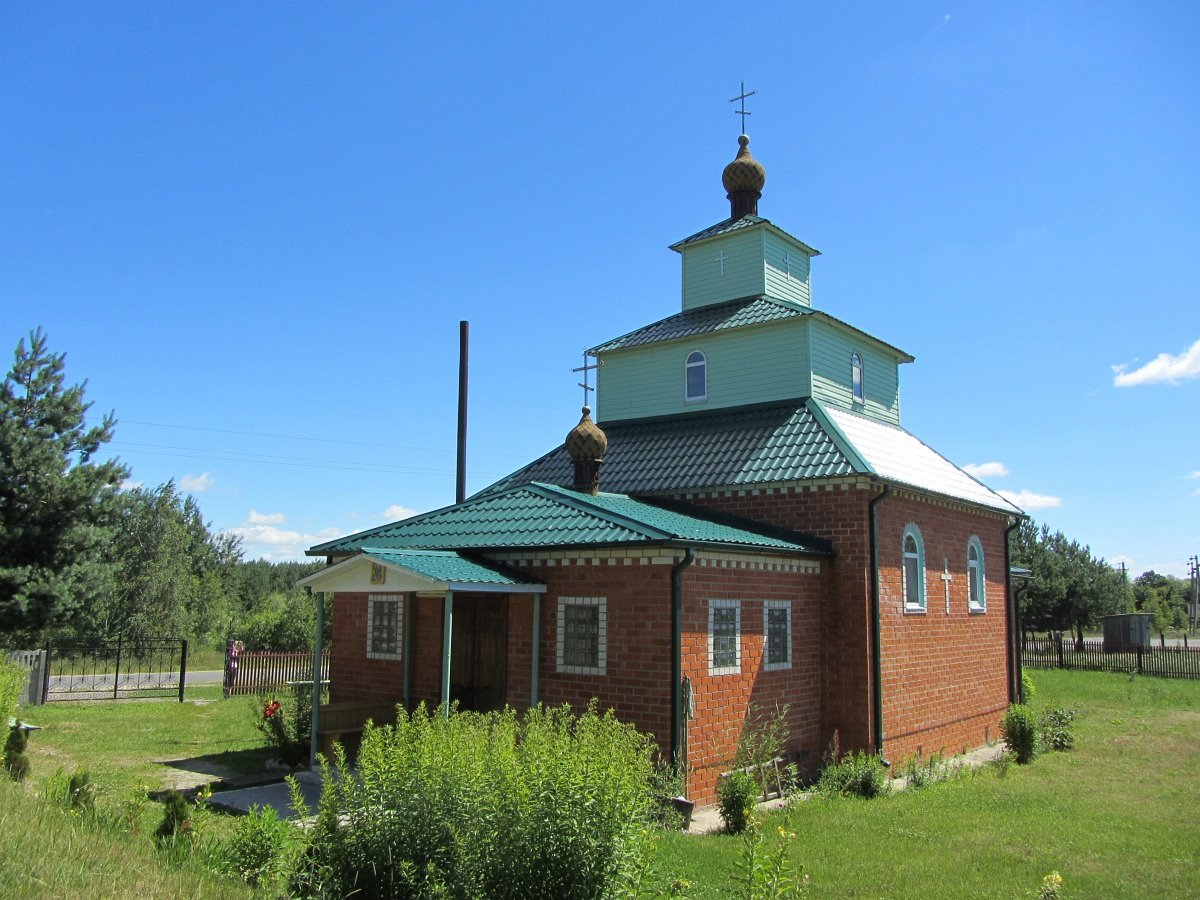
Cerkiew Świętych Kosmy i Damiana

Łutki (biał. Луткі; ros. Лутки) – wieś na Białorusi, w obwodzie brzeskim, w rejonie stolińskim, w sielsowiecie Maleszewo Wielkie.
Znajduje się tu parafialna cerkiew prawosławna pw. Świętych Kosmy i Damiana.

## Warunki naturalne
Łutki są położone w pobliżu Prypeckiego Parku Narodowego i na skraju dużego kompleksu leśno-bagiennego Błota Olmańskie rozciągającego się na południe aż za granicę białorusko-ukraińską.

## Historia
W XIX w. mała osada, później wieś. Przed II wojną światową w pobliżu znajdował się folwark o tej samej nazwie, obecnie nieistniejący. Słownik geograficzny Królestwa Polskiego z II poł. XIX w. opisuje obie miejscowości jako położone w odludnej okolicy, obfitującej w ryby i drzewo, podtapianej przez moczary. W dwudziestoleciu międzywojennym leżały w Polsce, w województwie poleskim, w powiecie stolińskim, w gminie Chorsk, tuż przy granicy ze Związkiem Sowieckim.
W latach 1926–1939 znajdowały się tu dwie strażnice Korpusu Ochrony Pogranicza: strażnica KOP „Łutki Wieś” na obrzeżach wsi oraz strażnica KOP „Łutki Dwór” w pobliżu folwarku.
Po II wojnie światowej Łutki znalazły się w granicach Związku Sowieckiego. Od 1991 w niepodległej Białorusi.